# 恋爱小行星
《恋爱小行星》是日本漫畫家Quro以四格漫畫形式發表的日本漫畫作品，於芳文社的雜誌《Manga Time Kirara Carat》2017年3月號開始連載至2024年8月號。已發行單行本全6冊。全12集電視動畫於2020年1月3日至3月27日播放。

## 故事簡介
木之幡米菈在小時候參加露營時遇到了一位年紀相仿的男孩，並與他在觀察星空時做下了約定，要找到新的小行星並以男孩的名字取名。2017年，進入星咲高中就讀的米菈原本打算加入校內的天文社，卻被告知天文社與地質研究會已經合併成地科社，並在拜訪地科社時遇見了當年遇見的他，其真實身分是名為真中藍的女孩。加入地科社的兩人便與天文組（天文班）的森野真理、地質組（地質班）的櫻井美景、豬瀨舞三位學姐一同展開了社團活動。

## 登場角色
木之幡米菈（聲：高柳知葉）
女主角之一。地科社社員（1年級星咲祭前）→第二任副社長（1年級星咲祭後），天文組。
在小時候與藍約定好要找到新的小行星，從此對天文學產生興趣。天真爛漫，不審慎考慮就馬上行動的個性。
名與變星（蒭藁增二）相同。得知沒有名叫「藍」的天體後，約定要找到小行星並取名為藍。
雙子座。身高155公分。6月13日出生。
真中藍（聲：山口愛）
女主角之二。地科社社員（1年級星咲祭前）→第二任會計（1年級星咲祭後），天文組。
小時候和米菈做下約定的對象，因當時剪著短髮而被誤認為是男孩子。過去是健談的個性但現在變得文靜。
根據原作者說法，以上2位女主角初心是找到小行星，但今後會發現並追逐真正的夢想。
雙子座。身高158公分。5月25日出生。
豬瀨舞（聲：指出毬亞）
地科社第一任會計（2年級星咲祭前）→第二任社長（2年級星咲祭後），地質組。
對地圖方面的知識抱有興趣，在聽了美景介紹社團辦公室裡的地質圖後加入了地質研究會，夢想製作自己的地圖。被米菈稱做「豬豬學姊（イノ先輩）」。
處女座。身高145公分。9月12日出生。
櫻井美景（聲：東山奈央）
地科社第一任副社長（3年級），星咲祭後卸任，地質組。
喜愛著地質學與礦物，個性認真。被米菈稱做「櫻學姊（桜先輩）」。
巨蟹座。身高160公分。7月20日出生。
森野真理（聲：上坂堇）
地科社第一任社長（3年級），星咲祭後卸任，天文組。
平時性格穩重。夢想成為太空人。因為名字的發音及臉上的痣、身材的關係被米菈稱做「夢露學姊（モンロー先輩）」。
水瓶座。身高162公分。2月19日出生。
鈴矢萌（聲：上田麗奈）
1年級，米菈的青梅竹馬與同班同學，天秤座。因為要幫家裡麵包店的忙而未能加入地科社。很關心米菈的事。仰慕米莎。
遠藤幸（聲：Lynn）
地科社的顧問老師。
獅子座。
櫻井千景（聲：小原好美）
新加入地科社社員。美景的妹妹。美景畢業後，加入地科社，地質組。
摩羯座。
七海悠（聲：諸星堇）
新加入地科社社員，在入社三年前（2015年）伯母家的經歷水災後幫助修復，她的希望幫助氣象學的人們。
金牛座。
木之幡米莎（聲：渕上舞）
米菈的姐姐，3年級，學生會長。
射手座。
鈴矢芽（聲：依田菜津）
萌的妹妹。
伊部小百合（聲：古賀葵）
2年級，新聞部成員。
宇佐美綾乃（聲：中島愛）
1年級，新聞部成員。
雙魚座。
木之幡旭（聲：堀總士郎）
米菈、米莎的爸爸。
木之幡夕子（聲：西村千奈美）
米菈、米莎的媽媽。
真中詩織（聲：川澄綾子）
藍的媽媽。

## 出版書籍
| 冊數 | 芳文社        | 芳文社                 | 東立出版社    | 東立出版社             | 风炫文化 | 风炫文化               |
| 冊數 | 發售日期      | ISBN                   | 發售日期      | ISBN                   | 發售日期 | ISBN                   |
| ---- | ------------- | ---------------------- | ------------- | ---------------------- | -------- | ---------------------- |
| 1    | 2018年3月27日 | ISBN 978-4-8322-4936-3 | 2019年12月5日 | ISBN 978-957-26-3916-0 |          | ISBN 978-7-5740-1718-4 |
| 2    | 2019年5月27日 | ISBN 978-4-8322-7095-4 | 2021年6月23日 | ISBN 978-957-26-3917-7 |          | ISBN 978-7-5740-1718-4 |
| 3    | 2020年2月27日 | ISBN 978-4-8322-7167-8 |               |                        |          |                        |
| 4    | 2021年5月27日 | ISBN 978-4-8322-7277-4 |               |                        |          |                        |
| 5    | 2023年1月26日 | ISBN 978-4-8322-7433-4 |               |                        |          |                        |
| 6    | 2024年8月27日 | ISBN 978-4-8322-9568-1 |               |                        |          |                        |

## 電視動畫
於《Manga Time Kirara Carat》2019年4月號發表動畫化。2020年1月起於AT-X等電視台播出。同時於YouTube更新迷你動畫《KiraKira增刊号！》。節目因受2019冠状病毒病疫情对日本乃至东京都的影响而有所更動。

### 工作人員
- 原作：Quro（芳文社《Manga Time Kirara Carat》連載）
- 導演：平牧大輔[18]
- 劇本統籌：山田由香
- 人物設計：山崎淳
- 道具設計：宮原拓也
- 總作畫監督：山崎淳、松浦麻衣（日语：松浦麻衣）、
- 美術監督：中村典史（Studio Naya）
- 色彩設計：伊藤裕香
- 攝影監督：杉浦誠一
- 編輯：坪根健太郎（日语：坪根健太郎）（REAL-T）
- 音響監督：高寺雄（日语：高寺たけし）
- 音樂：伊賀拓郎
- 音樂製作：FlyingDog
- 制片人：山下慎平（KADOKAWA）[19]、小林宏之、鎌田肇、伊藤将生、池内矩史、有水宗治郎、佐藤裕士、高田優子
- 動畫製作：動畫工房
- 協助：AstroArts/、VIXEN、國立天文台
- 資料協助：產業技術綜合研究所 地質調查綜合中心•地質標本館、國土交通省國土地理院、誠文堂新光社、宇宙航空研究開發機構（JAXA）
- 製作：星咲高校地学部

### 主題曲
片頭曲
作詞、作曲：川嶋愛，編曲：伊賀拓郎，主唱：東山奈央
第6.5話未使用。
片尾曲
「夜空」（第1-3話、第5-12話）
作詞：中村砂羽，作曲、編曲：h-wonder，主唱：鈴木實里
第6.5話未使用。
（第4話）
作詞、作曲、編曲：伊賀拓郎，主唱：木之幡米菈（高柳知葉）
插入曲
（第9話）
作詞、作曲、編曲：伊賀拓郎，主唱：真中藍（山口愛）

### 各話列表
| 話數    | 日文標題 | 中文標題            | 劇本                | 分鏡                | 演出                | 作畫監督 | 總作畫監督                          |
| ------- | -------- | ------------------- | ------------------- | ------------------- | ------------------- | --- | ----------------------------------- |
| 第1話   |          | 兩人的約定          | 山田由香            | 平牧大輔            | 平牧大輔            | 矢野桃子、山崎淳 | 山崎淳                              |
| 第2話   |          |                     | 山田由香            | 福田道生            |                     | 納武史、小田景門 助川裕彥、中島大智 山崎淳                                                                                 | 松浦麻衣                            |
| 第3話   |          |                     | 坂井史世            | 關野關十            | 關野關十            | 矢野桃子、板倉健 北島勇樹、松井京介 壽門堂、菅原美智代 上野沙彌佳、乘富梓                                                  | 杉田、壽門堂 菊永千里、海保仁美     |
| 第4話   |          |                     | 平牧大輔            | 平牧大輔            | 由井翠              | 、納武史 小田景門、中島大智 長尾圭吾、coge 武藤幹、松浦麻衣 藤田晋也、寿門堂 畠山元、宮野健                                | 山崎淳                              |
| 第5話   |          | 各自的暑假          | 坂井史世            | 三越一生            | 三越一生            | 澤井駿、袖山麻美 山野雅明、千葉山夏惠 矢野桃子、尾辻浩晃 寿門堂、菅原美智代 乘富梓                                         | 松浦麻衣、壽門堂 菊永千里、海保仁美 |
| 第6話   |          | 星咲祭！            | 山田由香            | 津裕行              | 金成旻              | 、松浦麻衣 澤井駿、小田景門 納武史、長尾圭吾 中島大智、壽門堂 山崎輝彦、菅原美智代 乘富梓                                  | 杉田、壽門堂 菊永千里、菊池政芳     |
| 第6.5話 |          | 回顧 KiraKira特別號 | （第1 - 6話總集篇） | （第1 - 6話總集篇） | （第1 - 6話總集篇） | （第1 - 6話總集篇） | （第1 - 6話總集篇）                 |
| 第7話   |          |                     | 坂井史世            | 佐山聖子            | 由井翠              | 矢野桃子、山野雅明 澤井駿、尾辻浩晃 coge、小田景門 渥美智也、寿門堂 菅原美智代、上野沙弥佳                                 | 山崎淳                              |
| 第8話   |          | 冬季鑽石            | 山田由香            | 吉川博明            | 原口浩 直谷 金成旻  | 渥美智也、尾辻浩晃 澤井駿、納武史 coge、中島大智 長尾圭吾、藤田晋也 山野雅明、矢野桃子 寿門堂、菅原美智代 山崎輝彦         | 松浦麻衣                            |
| 第9話   |          |                     | 坂井史世            | 吉川博明            | 荒井信良 由井翠     | 山野雅明、渥美智也 矢野桃子、澤井駿 藤田晉也、中島大智 松浦麻衣、長尾圭吾 壽門堂、山崎輝彥 菅原美智代、上野沙彌佳 永田文宏 | 杉田、壽門堂 菊永千里、菊池政芳     |
| 第10話  |          |                     | 坂井史世            | 島津裕行            | 直谷                | 袖山麻美、鈴木彩乃 尾辻浩晃、吉川真帆 納武史、矢野桃子 山野雅明、中本尚                                                    | 山崎淳                              |
| 第11話  |          |                     | 山田由香            | 佐山聖子            | 由井翠              | 渥美智也、澤井駿 納武史、山野雅明 矢野桃子、 長尾圭吾、尾辻浩晃 壽門堂、菅原美智代 上野沙彌佳、山崎輝彥                    | 松浦麻衣、壽門堂 菊永千里、海保仁美 |
| 第12話  |          |                     | 山田由香            | 平牧大輔            | 平牧大輔            | 、長尾圭吾 渥美智也、尾辻浩晃 澤井駿、藤田晉也 山野雅明、矢野桃子 山崎淳、杉田                                             | 山崎淳、松浦麻衣 杉田               |

### 藍光與DVD
| 卷數 | 發售日期      | 收錄話數       | 規格編號   | 規格編號   |
| 卷數 | 發售日期      | 收錄話數       | 藍光版     | DVD版      |
| ---- | ------------- | -------------- | ---------- | ---------- |
| 1    | 2020年3月25日 | 第1話 ~ 第4話  | ZMXZ-13811 | ZMBZ-13821 |
| 2    | 2020年4月24日 | 第5話 ~ 第8話  | ZMXZ-13812 | ZMBZ-13822 |
| 3    | 2020年5月27日 | 第9話 ~ 第12話 | ZMXZ-13813 | ZMBZ-13823 |

### Web電台
2020年1月9日起每2周星期四在音泉更新網路電台節目《「戀愛中的小行星」★米菈與藍的 KiRA KiRADIO◆》，高柳知葉（木之幡米菈）及山口愛（真中藍）主持。

## 現實背景及聯繫
原作者Quro高中時曾加入地科社，畢業後曾在高能加速器研究機構擔任宣傳工作。Quro自述加入的地科社是有名無實，但自己一直對地球科學中的天文学感興趣。此後首部商業漫畫作品，即刊載於《Manga Time Kirara Carat》2015年8月号至9月号的全2話單篇作品《織姬Number 2》，其中的部分登場人物即以高中時的地科社社員為原型。本作繼承《織姬》中高中地科社的舞台設定，同時加入明確的敘事，描繪地科社的少女們為實現各自的夢想及目標而活動。
由於全篇題材均為地球科学，作中穿插有不少天文学及地質学的小知識，地質標本館（產綜研）、筑波宇宙中心（宇宙航空研究開發機構）、地圖與測量科学館（国土地理院）等現實中的機構亦有登場，部分機構並為電視動畫提供協助或資料協助。作中整體時間設定為2017年開始，與連載開始年份相同，而各場景亦設定有詳細的日期及時間，以便繪製當時實際的月相及星空排布等天文現象。
未宣布電視動畫之前，原作曾與NPO法人地球科学奧林匹克日本委員会合作，在2018年5月發行的会報《Chiorin!》第19号上刊登隨筆漫畫，其中原作者及漫画編輯化身為作中角色，介紹首部商業作品及本作創作過程。這一合作企画的源頭是作者在探訪作品舞台之一、筑波市地質標本館時，看見了国際地球科学奧林匹克的展示，而原作中登場人物決定參加国際地球科学奧林匹克的契機，亦是看見了地質標本館的相關展示。
原作者最初收到動畫化邀請是第5話（2017年7月号）連載時。2019年2月27日，《Carat》2019年4月号發售，宣布改編電視動畫，連載開始到動畫化的速度之快被認為較少見。有媒體形容製作人員是《天使降臨到我身邊！》製作團隊再集結。製片人之一山下愼平同時是有向天文雜誌投稿的業餘天文愛好者。
在電視動畫中，由於獲原作儀器原型的製造商VIXEN提供協助，動畫版的儀器加上商標，雙方並在Twitter上開展聯動企画。而原作中虛構的天文雜誌《月刊天文Navi》則改為AstroArts發行、KADOKAWA發售的《月刊星Navi》，出現的封面亦為雜誌實際出版的封面。AstroArts同時協助動畫製作，如提供天文模擬軟件「StellaNavigator」的數據以繪製正確的星空，並在現實中的《星Navi》雜誌上數次刊文介紹本作。資料協助機構之一誠文堂新光社出版有與原作中書籍同名的《天文年鑑》。
真中藍的母親真中詩織作中設定是科學插畫家，在電視動畫第3話中，她設計的角色商品實際上使用的是先端加速器科学技術推進協議会（第3話資料協助）的角色「輕鬆粒子物理」（ゆるっと素粒子物理），而這一角色是原作者Quro以前從事高能加速器研究機構宣傳工作時設計的。
電視動畫播出前，連載中的原作正描寫沖繩縣石垣島，而電視動畫開播後，製作方即與一些旅遊協會合作，在石垣島發放小冊子，由本作登場人物介紹島上觀星地點，包括原作中有出現的VERA石垣島觀測局、石垣島天文台等。製作方亦計劃與以星空旅遊為賣點的阿智村開展合作企畫。
除了小行星697402按照本作角色真中藍命名外。2024年11月25日，两颗分别于2017年3月22日首次观测到的第718492号小行星，和2019年10月27日被首次观测到的第719612号小行星，分别以作者名和主角们所就读的星咲高中，正式命名为“Quro”和“Hoshizaki（星咲）”。

## 外部連結
- 電視動畫《戀愛中的小行星》官方網站 （页面存档备份，存于） （日語）
- 電視動畫《戀愛中的小行星》的X（前Twitter）（日語）